# هاما أوكاموتو
هاما أوكاموتو (باليابانية: ハマ・オカモト) هو عازف باس ياباني، ولد في 12 مارس 1991 في طوكيو في اليابان.

## وصلات خارجية
- الموقع الرسمي
- هاما أوكاموتو على موقع ميوزك برينز (الإنجليزية)
- هاما أوكاموتو على موقع ديسكوغز (الإنجليزية)